# Flirtea lateralis
Flirtea lateralis is een hooiwagen uit de familie Cosmetidae.